# Kambodża na Letnich Igrzyskach Olimpijskich 2024
Kambodża na Letnich Igrzyskach Olimpijskich 2024 – występ kadry sportowców reprezentujących Kambodżę na igrzyskach olimpijskich, które odbyły się w Paryżu we Francji, w dniach 26 lipca – 11 sierpnia 2024.
Reprezentacja Kambodży liczyła troje zawodników – kobietę i dwóch mężczyzn, którzy wystąpili w 2 dyscyplinach.
Był to jedenasty start Kambodży na letnich igrzyskach olimpijskich.

## Reprezentanci

### Lekkoatletyka
| Zawodnik       | Konkurencja       | Runda 1  | Runda 1 | Runda 2  | Runda 2 | Półfinał | Półfinał | Finał    | Finał   | Pozycja | Źródło |
| Zawodnik       | Konkurencja       | Rezultat | Pozycja | Rezultat | Pozycja | Rezultat | Pozycja  | Rezultat | Pozycja | Pozycja | Źródło |
| -------------- | ----------------- | -------- | ------- | -------- | ------- | -------- | -------- | -------- | ------- | ------- | ------ |
| Chhun Bunthorn | bieg na 800 m (m) | 1:53.31  | 52. R   | 1:53.42  | 31.     | NQ       | NQ       | NQ       | NQ      | 31.     | [ 1 ]  |

### Pływanie
| Zawodnik             | Konkurencja            | Eliminacje | Eliminacje | Półfinał | Półfinał | Finał | Finał | Źródło |
| Zawodnik             | Konkurencja            | Czas       | Poz.       | Czas     | Poz.     | Czas  | Poz.  | Źródło |
| -------------------- | ---------------------- | ---------- | ---------- | -------- | -------- | ----- | ----- | ------ |
| Antoine De Lapparent | 100 m st. dowolnym (m) | 52.95      | 67.        | NQ       | NQ       | NQ    | NQ    | [ 2 ]  |
| Apsara Sakbun        | 50 m st. dowolnym (k)  | 26.90      | 38.        | NQ       | NQ       | NQ    | NQ    | [ 3 ]  |